# Miguel Najdorf
Miguel Najdorf (Warschau, 15 april 1910 – Málaga, 5 juli 1997) was een in Polen geboren schaker, die in 1939 voorgoed vertrok naar Argentinië.

## Levensloop

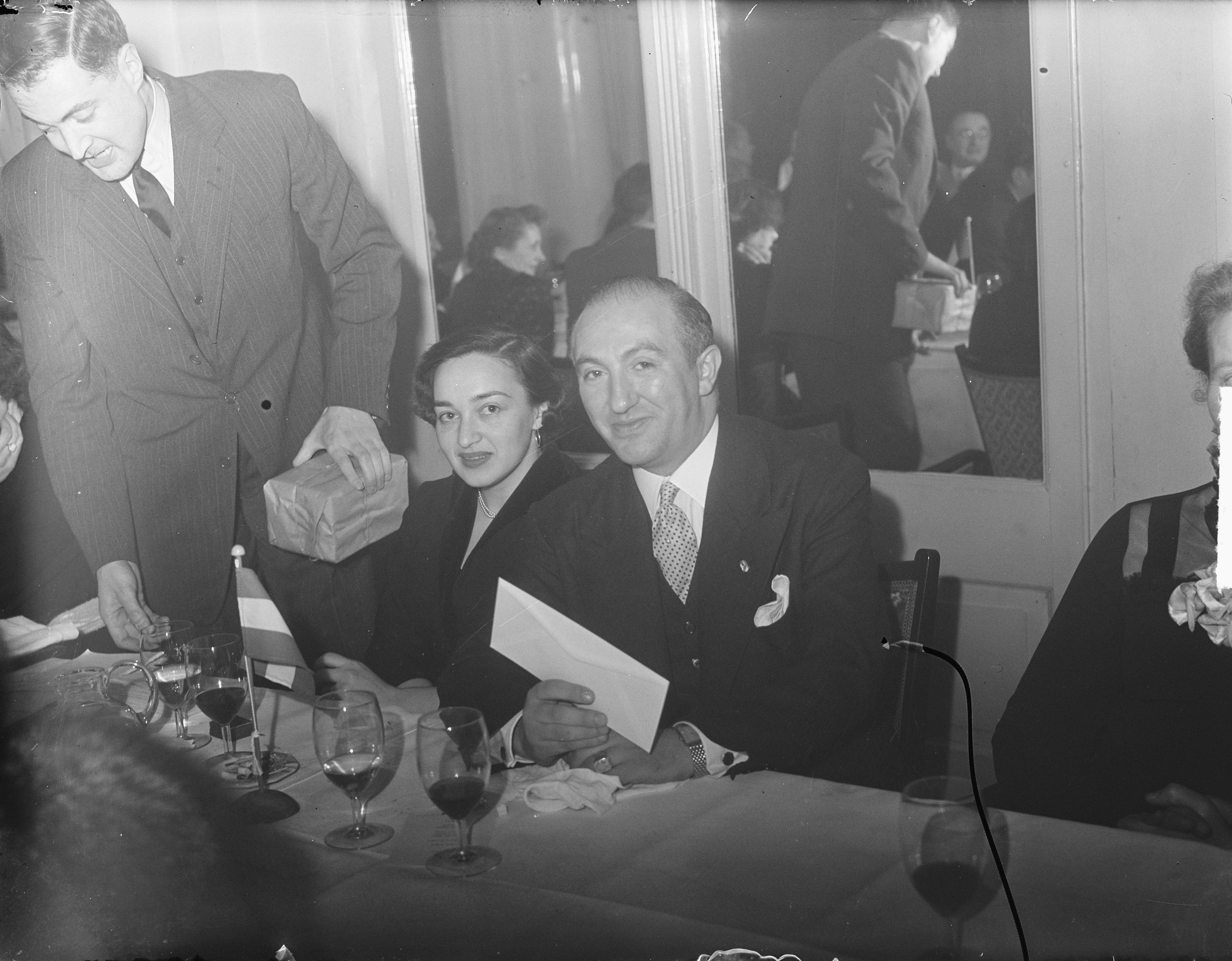
Najdorf met echtgenote in Amsterdam (1950)

Hij werd geboren als Mieczysław Najdorf. Hij naturaliseerde in 1944 tot Argentijn en veranderde zijn voornaam in Miguel.
Zijn eerste vrouw, zijn dochter, zijn ouders en vier broers en zussen zijn vermoord in de Holocaust. Najdorf is daarna nog tweemaal hertrouwd en had twee dochters.

## Schaakcarrière
In 1941 werd hij kampioen van Buenos Aires. Later werd hij zevenmaal kampioen van Argentinië. Hij heeft ook een tiental keren in de Schaakolympiade meegespeeld. In het midden van de 20e eeuw hoorde hij bij de top tien van de schakers. Zo deed hij ook mee aan het sterk bezette Schaaktoernooi Groningen 1946. In 1950 won hij het Wereldschaaktoernooi in Amsterdam.
Najdorf was een sterke en sympathieke speler. Hij speelde in het kandidatentoernooi maar een aanval op het wereldkampioenschap nadat Reuben Fine zich teruggetrokken had, mislukte.
Hij wist zijn tegenstander meestal in het middenspel via ingewikkelde combinaties te verslaan. Lukte dit niet dan verloor hij meestal, want het eindspel was zijn zwakke punt.

## Najdorfvariant van het Siciliaans
| 8 | rd                                | nd | bd | qd | kd | bd |    | rd |
| 7 |                                   | pd |    |    | pd | pd | pd | pd |
| 6 | pd                                |    |    | pd |    | nd |    |    |
| 5 |                                   |    |    |    |    |    |    |    |
| 4 |                                   |    |    | nl | pl |    |    |    |
| 3 |                                   |    | nl |    |    |    |    |    |
| 2 | pl                                | pl | pl |    |    | pl | pl | pl |
| 1 | rl                                |    | bl | ql | kl | bl |    | rl |
|   | a                                 | b  | c  | d  | e  | f  | g  | h  |
|   | Najdorfvariant van het Siciliaans |    |    |    |    |    |    |    |

Hij is in de schaakwereld vooral beroemd om de naar hem genoemde Najdorfvariant in het Siciliaans, die over heel de wereld nog steeds vaak gespeeld wordt. De beginzetten zijn: 1.e4 c5 2.Pf3 d6 3.d4 cxd4 4.Pxd4 Pf6 5.Pc3 a6. Met deze stelling als uitgangspunt kan wit uit een zestal voortzettingen een keuze maken, te weten: 6.Lc4; 6.Le2; 6.Le3; 6.g3; 6.h3 en de meest gekozen voortzetting 6.Lg5.